# Савин, Никита Саввич
Никита Саввич Савин (?—?) — родоначальник российского дворянского рода Савиных. Генерал-поручик. Участник дворцового переворота 1741 года, результатом которого стало возведение на престол дочери Петра Великого Елизаветы Петровны.

## Биография
Никита Савин происходил из семьи церковнослужителей г. Москвы. С 1738 года служил гренадером в Преображенском полку, получил чин капрала. Он принял активное участие в дворцовом перевороте 1741 года, результатом которого стало возведение на престол дочери Петра Великого Елизаветы. 31 декабря 1741 года Елизавета Петровна жаловала ему звание сержанта лейб-компании, 500 душ крестьян в Серпуховском уезде и потомственное дворянство.
С 1762 года — генерал-майор. 22 сентября 1762 награжден орденом Святой Анны. Дослужился до чина генерал-поручика.
Был женат на княжне Куракиной. Его сыновья и внуки породнились с известными дворянскими родами. Сын Герасим Никитович Савин женился на княжне Волконской, внук Сергей — на княжне Белосельской, правнук Герасим — на графине Фанни Тулуз-Лотрек.

## Дарование дворянства

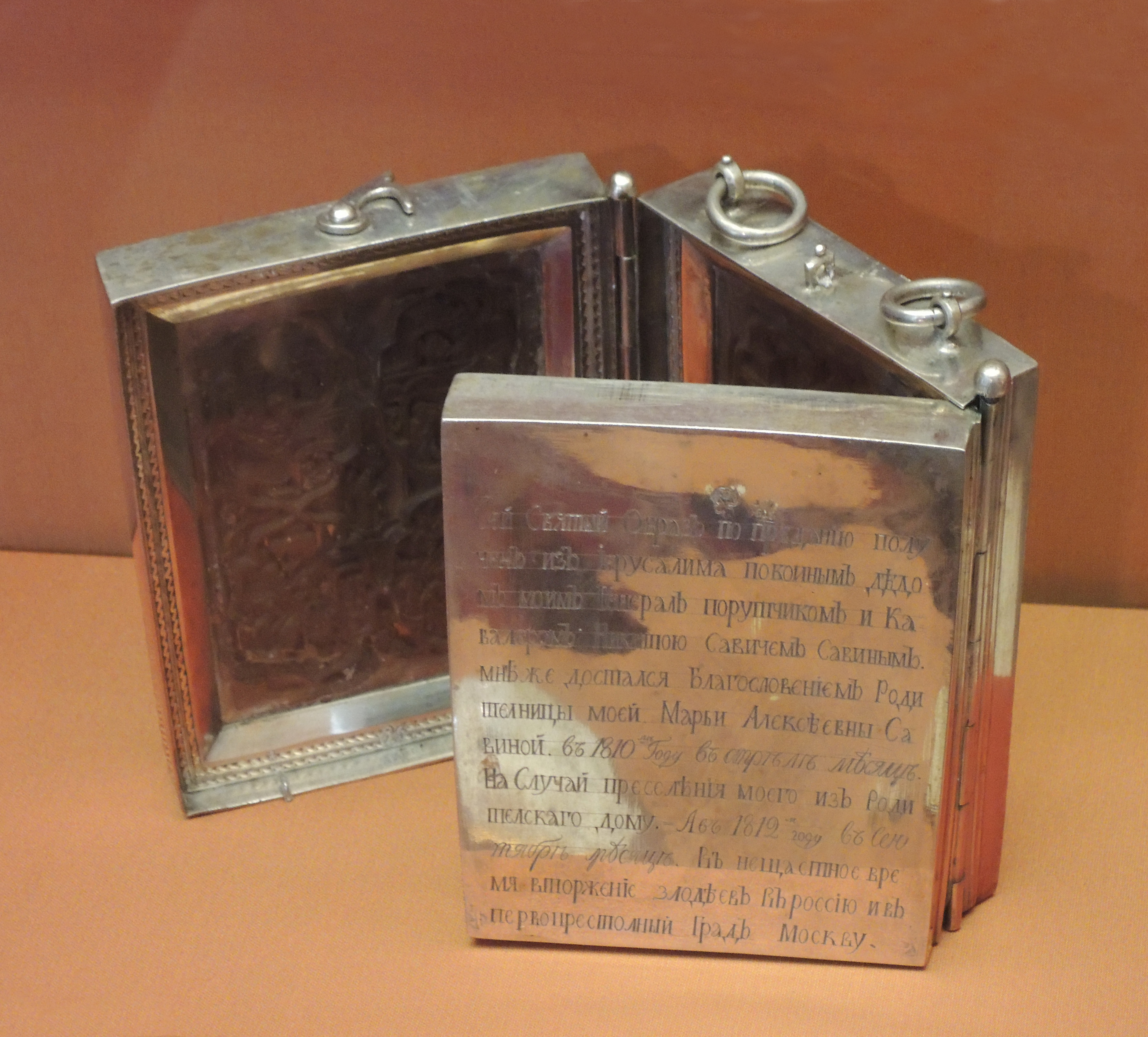
Икона-складень с окладом. Принадлежала семье генерал-поручика Н.С. Савина. Икона - Палестина, 18 век, оклад - Москва, 1794. Серебро, дерево, слюда, фольга, резьба, гравировка. ММК.

Никита Савин, находясь в Лейб-компании, Государыней Императрицей Елизаветой Петровной, 31 декабря 1741 года, всемилостивейшим Указом, пожалован, с законными его от сего дня рождёнными и впредь рождаемыми детьми и их потомством, в дворянское достоинство, как и на него самого.  Описание герба см. в статье Савины.